# قتل مأجور

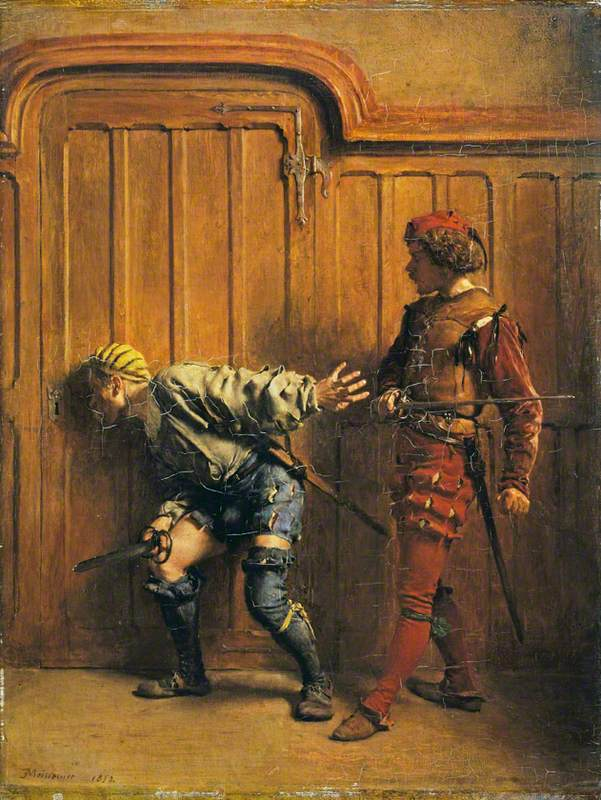
القتلة المأجورون (إرنست ميسونييه، 1852)

القتل المأجور: هو أن تستأجر منظمة ما أو حكومة، أو حتى شخصاً ما، شخصا ليقوم باغتيال شخصٍ آخر.
القاتل المأجور هو شخص يَقتل مقابل المال
حيث يدفع له المال ليقوم بالقتل حسب ما يطلبه منه شخص آخر
يستفيد من هذا الأمر الكثير من الناس الذين يريدون القيام بجريمة قتل ضد شخص ما مهما كانت الأسباب
حيث يتفادى الملاحقة القانونية فيستأجر شخص آخر وهو القاتل المأجور ليقوم بجريمة القتل.

## أنظر أيضا
- جينيفر بان